# Stictonaclia nathalia
Stictonaclia nathalia là một loài bướm đêm thuộc phân họ Arctiinae, họ Erebidae.